# Still Crazy For You
『STILL CRAZY for YOU』（スティル・クレージー・フォー・ユー）は、クレージーキャッツ＋Yuming（松任谷由実）名義で発売されたシングル。東芝EMI（現・ユニバーサルミュージックジャパン）より2006年4月12日に発売された（初回盤：TOCT-4982/NVD-1162、通常盤：TOCT-4983）。

## 解説
- 渡辺プロダクション創立50周年テーマソングとして、またクレージーキャッツ結成50周年のメモリアルイヤーに制作された、谷啓と松任谷由実による大人のデュエットナンバー。クレージーキャッツとしての新曲は、結成30周年の1986年にリリースされた「実年行進曲」（作詞：青島幸男、作・編曲：大瀧詠一、原編曲：萩原哲晶）以来、20年ぶりとなった。犬塚弘、桜井センリが演奏に参加、植木等は間奏のセリフで参加している。また、最新のレコーディング技術により、2006年当時、既に鬼籍に入ったメンバー（ハナ肇、安田伸、石橋エータロー）、渡辺プロ創業者・渡辺晋のパフォーマンスを過去の音源からサンプリング使用し、往年のメンバー全員が曲中で共演するという演出が施された。
- 初回盤は2万セット限定。10インチのアナログ盤風紙ジャケットに、CD（CDのみの通常盤と内容は同一）、およびプロモーション・ビデオやレコーディング風景が収録されたDVDが収められている。
- オリコン初登場14位を記録。オリコンシングルチャートにおけるクレージーキャッツのトップ100入りは、1969年発売の「アッと驚く為五郎」以来36年1か月ぶりとなった[1]。
- フジテレビ系『ウチくる!?』2006年4月 - 5月期エンディングテーマ。
- 本作発売の翌年以降メンバーの他界が相次ぎ、2012年11月までに犬塚以外の全メンバーが他界。更にその後新作の発売が無いまま2023年10月に犬塚が死去したため、結果的に本作がクレージー名義で最後の活動となった。

## 収録曲

### CD
1. STILL CRAZY for YOU
2. STILL CRAZY for YOU （カラオケwith 谷啓）
3. STILL CRAZY for YOU （カラオケwith YUMING）
4. STILL CRAZY for YOU （カラオケfor Duet）

- 作詞・作曲：松任谷由実　編曲：松任谷正隆

### DVD
1. STILL CRAZY for YOU （Promotion Video）
2. STILL CRAZY for YOU （Special Footage）

## 参加ミュージシャン
- ドラム：ハナ肇（sampling）、渡嘉敷祐一
- ベース：犬塚弘、加藤真一
- ピアノ：桜井センリ、石橋エータロー（sampling）
- サキソフォン：安田伸（sampling）
- ベース：渡辺晋（sampling）
- ヴァイオリン：栄田嘉彦、金原千恵子、矢野晴子、桐山なぎさ、今野均、福田高明、竹内純、大久保祐子、藤家泉子、栄田緑
- ヴィオラ：鈴木民雄、遠山克彦
- チェロ：阿部雅士、笠原あやの
- プログラミング：山中雅文
- キーボード＆プログラミング：松任谷正隆
- 対話：植木等、松任谷由実　※間奏のセリフが2人の掛け合いとなっており、植木が「お呼びでない」ギャグを披露する。

## 主な収録アルバム
- 50周年記念ベスト 日本一の無責任大作戦（2006年5月24日発売）
- クレイジー伝説（2010年5月5日発売）

※発売はすべてEMIミュージック・ジャパン（現・ユニバーサルミュージックジャパン）。